# Thyridaria hawaiensis
Thyridaria hawaiensis är en svampart som beskrevs av Lar.N. Vassiljeva & J.D. Rogers 2010. Thyridaria hawaiensis ingår i släktet Thyridaria, klassen Dothideomycetes, divisionen sporsäcksvampar och riket svampar.   Inga underarter finns listade i Catalogue of Life.